# 2010년 삼성 라이온즈 시즌
2010년 삼성 라이온즈 시즌은 삼성 라이온즈가 KBO 리그에 참가한 29번째 시즌이다.
선동열 감독이 팀을 이끈 마지막 시즌이며, 강봉규가 주장을 맡았다.
팀은 8팀 중 정규시즌 2위에 오르며 포스트시즌에 진출했다. 플레이오프에서 두산 베어스를 만나 1~5차전까지 모든 경기가 한 점 승부로 역대급으로 치열한 대결을 펼친 끝에 3승 2패로 한국시리즈에 진출했다.
그러나 플레이오프에서의 혈전 뿐 아니라 젊은 선수들의 큰 경기 경험 부족 탓인지    한국시리즈에서는 SK 와이번스에게 4전 4패로 스윕을 당해 통합 준우승에 머물렀다.

## 코치
- 장태수, 오치아이, 김태한, 정회열, 김평호, 타네다, 류중일, 김재걸

## 타이틀
- 영구결번 지정: 양준혁 (10)
- 광저우 아시안 게임 금메달: 류중일(코치), 안지만, 조동찬
- KBO 골든포토상: 양준혁
- 스포츠토토 올해의 재기상: 장원삼
- 플레이오프 MVP: 박한이
- 한국갤럽 선정 가장 좋아하는 한국인 야구선수 3위: 양준혁
- 삼성 라이온즈 레전드 올스타: 김시진 (투수), 이만수 (포수), 김성래 (1루수), 강기웅 (2루수), 류중일 (유격수), 김용국 (3루수), 장효조 (외야수), 장태수 (외야수), 이종두 (외야수), 박승호 (지명타자)
- 올스타전 추천선수: 장원삼, 권혁, 차우찬, 진갑용, 조동찬, 양준혁
- 올스타전 승리팀상: 이스턴리그
- 컴투스프로야구 삼성 라이온즈 베스트 라인업: 안지만 (중계투수), 권혁 (중계투수)
- 컴투스프로야구 트레이드 사가 라인업: 장원삼 (선발투수)
- 승률: 차우찬 (0.833)
- 타석 당 피투구수: 박석민 (4.42)
- 구원승: 안지만, 정현욱 (9)

### 퓨처스리그
- 볼넷: 백상원 (61)
- 승률: 곽동훈 (0.846)
- 남부리그 출장: 백상원 (101)
- 남부리그 타석: 정형식 (444)
- 남부리그 타수: 정형식 (377)
- 남부리그 득점: 정형식 (74)
- 남부리그 안타: 정형식 (105)
- 남부리그 2루타: 김종호 (26)
- 남부리그 3루타: 김종호 (10)
- 남부리그 타점: 김종호 (61)
- 남부리그 도루: 정형식 (39)
- 남부리그 출루율: 백상원 (0.412)
- 남부리그 출장(투수): 양지훈 (48)
- 남부리그 다승: 곽동훈 (11)

## 선수단
- 선발투수: 장원삼, 배영수, 나이트, 크루세타, 레딩, 윤성환
- 구원투수: 차우찬, 권혁, 안지만, 정현욱, 권오준, 백정현, 정인욱, 김효남, 박민규
- 마무리투수: 이우선, 임진우, 오승환, 구자운, 김현우
- 포수: 진갑용, 채상병, 이정식, 현재윤
- 1루수: 채태인, 조영훈
- 2루수: 신명철, 강명구
- 유격수: 박진만, 김상수, 손주인
- 3루수: 박석민, 조동찬, 임익준
- 좌익수: 최형우, 오정복, 강봉규, 허승민
- 중견수: 이영욱, 배영섭, 정형식
- 우익수: 박한이
- 지명타자: 양준혁

## 여담
- 양준혁은 올스타전에 감독 추천선수로 출전하여 KBO 리그 사상 최초로 올스타전에 출전한 40대 타자가 되었다.
- 진갑용은 올스타전에서 KBO 리그 사상 최초로 고의4구로 출루했다.
- 양준혁은 KBO 리그 역대 최초로 고의4구로만 통산 150번 출루하는 기록을 세웠다.
- 팀은 총 621개의 볼넷을 골라내 KBO 리그 사상 단일 시즌 최다 볼넷을 기록했다.
- 양준혁은 9월 19일 구단 사상 최초의 은퇴 경기를 치르고 은퇴했다.
- 양준혁은 KBO 리그 역대 최초로 KBO 리그 내에서 2개 이상의 구단에서 뛰어본 영구결번 선수가 되었다.
- 양준혁은 만 40세 때부터의 통산 BB/K 2.07로 KBO 리그 40대 타자 통산 최고 기록을 세웠다.
- 박석민은 포스트시즌에서 사구 7개를 얻어내 KBO 리그 역대 단일 포스트시즌 최다 사구 기록을 세웠다.
- 양준혁은 이 시즌을 끝으로 은퇴하여 구단 사상 통산 최고 WAR(76.15), KBO 리그 지명타자 통산 최고 WAR(44.91), KBO 리그 사상 월요일 경기 통산 최다 고의4구(8) 기록을 세웠다.
- 크루세타는 이 시즌을 끝으로 KBO 리그를 떠나 KBO 리그 외국인 투수 통산 포스트시즌 최저 피안타율(0.000) 기록을 세웠다.